# Том Брадби
Том Брадби (на английски: Tom Bradby) е британски журналист и писател на произведения в жанра трилър и криминален роман.

## Биография и творчество
Томас „Том“ Матю Брадби е роден на 13 януари 1967 г. в Малта, в семейството на офицер от Кралската флота. Първоначално учи в Гибралтар, а след това завършва гимназия в Шерборн. Следва в Единбургския университет.
След дипломирането си работи в „Independent Television News“ в Лондон като в периода 1990-1992 г. е редакционен стажант, в периода 1992-1993 г. е продуцент, в периода 1993-1996 г. е кореспондент в Ирландия (отразявайки мирния процес с ИРА и посещението на Бил Клинтън в Ирландия през ноември 1995 г.), в периода 1996-1998 г. е политически кореспондент, в периода 1999-2001 г. е кореспондент в Азия (през октомври 1999 г. е ранен в крака, докато отразява бунтовете в Джакарта срещу новоизбрания президент Абдураман Уахид), в периода 2001-2003 г. е кралски кореспондент във Великобритания (отразявайки ключови моменти от живота на кралската фамилия, вкл. провежда първото официално интервю на принц Уилям и Катрин Мидълтън след обявяването на годежа им), а от юли 2005 г. е политически редактор в ITV News. Води собствена поредица „Програмата с Том Брадби“.
Първият му роман „Shadow Dancer“ (Танцьор със сенките) е публикуван през 1998 г. През 1990 г. в Белфаст главният герой, активен член на ИРА, става информатор за MI5, за да защити живота на сина си. През 2012 г. е екранизиран в едноименния филм с участието на Клайв Оуен, Андрея Райзбъро и Джилиън Андерсън.
За своите романи черпи сюжети и впечатления от пребиваването си в Ирландия и Азия.
Автор е на сценария за три епизода на телевизионния сериал „The Great Fire“.
През 1994 г. се жени за дизайнерката на бижута Клавдия Хил-Нортън. Имат три деца – Сам, Луиза и Джак.
Том Брадби живее със семейството си в Стокбридж, Хампшър.

## Произведения

### Самостоятелни романи
- Shadow Dancer (1998)
- The Sleep of the Dead (2001)
- The Master of Rain (2002)
Господарят на дъжда, изд.: ИК „Ера“, София (2004), прев. Марин Загорчев
- The White Russian (2002)
- The God of Chaos (2005)
- Blood Money (2009)

### Екранизации
- 2012 Танцьор със сенките, Shadow Dancer – по романа, сценарий
- 2014 The Great Fire – ТВ сериал, 3 епизода